# Najafabad
Pronunciação
Najafabad é uma cidade na província de Isfahan, Irã. Em 2006 tinha uma população estimada em 208.647 pessoas. Está localizada a oeste de Isfahan em um intenso processo de conurbação com a mesma sendo uma das cidades que constituem a área metropolitana de Isfahan.
Najafabad é o berço do grande aiatolá Hussein Ali Montazeri, Mostafa Moeen e Moein. É também a cidade natal do poeta iraniano-americano Dr. Mahnaz Badihian.
A cidade serve como um centro de comércio de produtos agrícolas na região, e é conhecido pelos seus romãs.
Uma das atrações de Najafabad é o "Arg-e Sheykh Bahaie" que foi recentemente reparado.